# Inoshi Priyadharshani
Sirikkattuduwage Inoshi Priyadharshani Fernando (singhalesisch සිරික්කත්තුඩුවගේ ඉනෝෂි ප්‍රියදර්ශනී ප්‍රනාන්දු, * 23. März 1987 in Colombo, Sri Lanka) ist eine sri-lankische Cricketspielerin, die seit 2014 für die sri-lankische Nationalmannschaft spielt.

## Aktive Karriere
Priyadharshani gab ihr Nationalmannschafts-Debüt während der WTwenty20-Serie gegen Südafrika. Jedoch konnte sie sich zunächst nicht etablieren. Im September 2016 folgte ihr WODI-Debüt gegen Australien. Im vierten Spiel der WODI-Serie gegen England im November konnte sie 3 Wickets für 28 Runs erzielen. Daraufhin wurde sie für den Women’s Cricket World Cup Qualifier 2017 nominiert, wo ihr gegen Irland 3 Wickets für 21 Runs gelangen. Im September 2018 gelangen ihr in den WTwenty20s gegen Indien drei Wickets (3/24). Auch wurde sie für den ICC Women’s World Twenty20 2018 nominiert und hatte dort einen Einsatz gegen Bangladesch. Doch war sie in der Folge weiterhin nur vereinzelt im Team vertreten. Im März 2019 konnte sie gegen England drei Wickets (3/45) in den WODIs erreichen. Nachdem sie im Juli 2023 gegen Neuseeland drei Wickets (3/17) erzielt hatte, konnte sie sich fest im WTwenty20-Team etablieren. Bei den Asienspielen im September erreichte sie dann vier Wickets (4/10) gegen Thailand, womit sie dem Team half, ins Halbfinale einzuziehen. Beim ICC Women’s T20 World Cup Qualifier 2024 gelangen ihr gegen Thailand (3/14) und Schottland (3/11) je drei Wickets. Damit half sie dem Team, sich für die folgende Weltmeisterschaft zu qualifizieren. Kurz darauf gelangen ihr erneut drei Wickets (3/28) gegen die West Indies. Sie erhielt daraufhin eine Nominierung für den ICC Women’s T20 World Cup 2024.